# Johannes Kepler (ruimtevaartuig)
De Johannes Kepler ATV, of Automated Transfer Vehicle 002 (ATV-002), is een Europees onbemand ruimtevaartuig, vernoemd naar de Duitse astronoom Johannes Kepler. De ATV werd op 16 februari 2011 gelanceerd, met als doel het internationale ruimtestation ISS te bevoorraden. In totaal vervoert de ATV 7000 kilogram aan vracht, bestaande uit onder andere brandstof, zuurstof, water en droge voorraden. Met een totale massa van 20.000 kilogram is de Johannes Kepler het zwaarste ruimtevaartuig ooit gelanceerd door de Europese Ruimtevaartorganisatie.

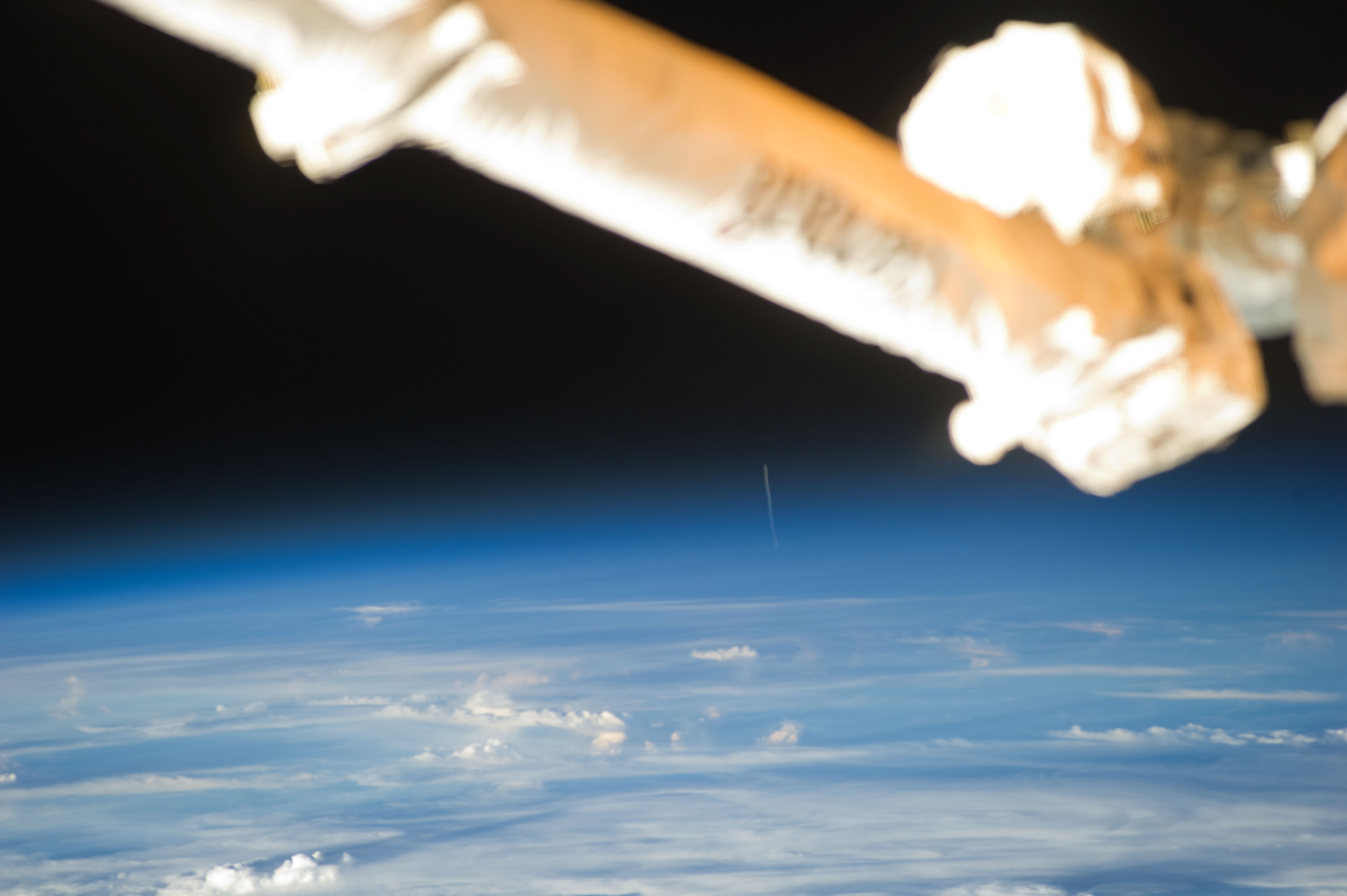
ATV-2's lancering, gezien van uit de ISS.

Johannes Kepler is de tweede ATV die door de ESA is gelanceerd, na de Jules Verne in 2008. De voorraden zijn bedoeld voor de huidige missie van spaceshuttle STS-133 en de ISS Expeditie 26.
De eerste lanceerpoging van de Johannes Kepler vond plaats op 15 februari, maar werd afgeblazen door een foutmelding vanuit de brandstoftanks van de Ariane 5ES. Een dag later vond de lancering plaats vanaf het Centre Spatial Guyanais. Op 24 februari 2011 bereikte de Johannes Kepler met een vertraging van 15 minuten de ISS. De koppeling tussen de ISS en de Johannes Kepler vond plaats boven de kust van Libië.
De Johannes Kepler werd op 20 juni 2011 weer losgekoppeld en verbrandde op 21 juni 2011 in de atmosfeer. De resten vielen in de Stille Oceaan.
De volgende ATV is de Edoardo Amaldi (ATV-003), die in maart 2012 is gelanceerd.